# Yevgeniya Mravina
Yevgeniya Konstantinovna Mravinskaya (russe : Евгения Константиновна Мравинская), connue sous son nom de scène Yevgeniya ou Evgenia Mravina (russe : Евгения Мравина), née le 16 [a.s. 4 février] 1864 et morte le 24 [a.s. 12 octobre] 1914, est une soprano russe, demi-sœur de la révolutionnaire Alexandra Kollontai et tante du chef d'orchestre Ievgueni Mravinski.

## Biographie
Née à Saint-Pétersbourg, Mravina y étudie avec Ippolit Pryanishnikov, puis à Berlin avec Désirée Artôt et à Paris avec Mathilde Marchesi. Elle fait ses débuts dans le rôle de Gilda dans  Rigoletto de Giuseppe Verdi à Vittorio Veneto en août 1885. Elle est soliste principale au théâtre Mariinsky entre 1886 et 1897. En 1891 et 1892, elle fait partie de la troupe du Royal Opera House à Londres,,,. Mravina quitte la scène de Saint-Pétersbourg en 1900 à cause d'un conflit avec la direction des théâtres impériaux ; de 1900 à 1903, elle fait de nombreuses tournées en Russie. Elle fait trois tournées européennes — en 1891 – 1892, 1902 – 1903 et 1906 — mais lors de la dernière tournée, sa voix et sa santé se détériorent déjà.Elle donne son dernier concert à Saint-Pétersbourg en 1906, et meurt à Yalta en 1914.

## Répertoire
Mravina est particulièrement connue pour des rôles qui nécessitent une virtuosité dans le chant et véhiculent la nature ardente des personnages. Soucieuse de la présence scénique de ses rôles, elle consulte fréquemment NF Sazamov, l'acteur vedette du théâtre Alexandra, sur des questions de créativité dramatique, et prend des cours de rythme et de danse avec le danseur de ballet AD Chistayakov. Ses rôles les plus connus sont Antonida dans Une vie pour le tsar de Mikhaïl Glinka, Ludmila dans Rouslan et Ludmila de Glinka,,,,, Tatyana dans Eugène Onéguine de Tchaïkovski et Oxana dans La Nuit de Noël de Nikolaï Rimski-Korsakov,; ce dernier rôle est considéré comme particulièrement adapté à la capacité d'acteur de Marvina, à sa pureté tonale et son intelligence musicale. Elle a également chanté dans des opéras de Charles Gounod (Philémon et Baucis), Giacomo Meyerbeer (Les Huguenots',, ) et Richard Wagner. Tchaïkovski a imaginé Mravina dans le rôle de Liza dans La Dame de pique, mais s'est incliné devant la préférence du ténor Nikolaï Figner pour sa femme Medea pour ce rôle lors de la création mondiale de cet opéra, le 19 décembre 1890. Plus tard, lorsque Medea Figner doit être remplacée par  Mariya Deysha-Sionitskaya, Tchaïkovski regrette que Mravina ne puisse pas chanter le rôle.